# Coupe d'Asie des clubs champions 1988-1989
Navigation
Édition précédente Édition suivante
La Coupe d'Asie des clubs champions 1988-1989 est la huitième édition de la Coupe d'Asie des clubs champions, qui réunit les clubs des nations asiatiques vainqueurs de leur championnat national.
Cette année voit le sacre du club qatari d'Al Sadd Sports Club qui bat les Irakiens d'Al Rasheed en finale. C'est le premier succès en Coupe d'Asie pour le club alors que c'est la deuxième finale perdue pour le football irakien, après Al Shorta Bagdad en 1971.

## Tours préliminaires

### Groupe 1
- Matchs disputés à Doha, au Qatar.

| Rang | Équipe                | Pts | J | G | N | P | Bp | Bc | Diff |  | Résultats (▼ dom., ► ext.) |  |     |     |     |
| ---- | --------------------- | --- | - | - | - | - | -- | -- | ---- |  | -------------------------- |  | --- | --- | --- |
| 1    | Al-Rasheed SC         | 5   | 3 | 2 | 1 | 0 | 9  | 0  | +9   |  | Al-Rasheed SC              |  | 0-0 | 3-0 | 6-0 |
| 2    | Al Sadd Sports Club   | 5   | 3 | 2 | 1 | 0 | 5  | 1  | +4   |  | Al Sadd Sports Club        |  |     | 4-1 | 1-0 |
| 3    | Al Futuwa Deir ez-Zor | 2   | 3 | 1 | 0 | 2 | 2  | 7  | -5   |  | Al Futuwa Deir ez-Zor      |  |     |     | 1-0 |
| 4    | Al-Ansar Club         | 0   | 3 | 0 | 0 | 3 | 0  | 8  | -8   |  | Al-Ansar Club              |  |     |     |     |

### Groupe 2
- Matchs disputés à Charjah aux Émirats arabes unis, dans le cadre de la Coupe du golfe des clubs champions 1988.

| Rang | Équipe              | Pts | J | G | N | P | Bp | Bc | Diff |  | Résultats (▼ dom., ► ext.) |  |     |     |     |     |
| ---- | ------------------- | --- | - | - | - | - | -- | -- | ---- |  | -------------------------- |  | --- | --- | --- | --- |
| 1    | Ettifaq FC          | 7   | 4 | 3 | 1 | 0 | 6  | 2  | +4   |  | Ettifaq FC                 |  | 1-1 | 1-0 | 1-0 | 3-1 |
| 2    | Kazma Sporting Club | 7   | 4 | 3 | 1 | 0 | 9  | 2  | +7   |  | Kazma Sporting Club        |  |     | 3-0 | 3-1 | 2-0 |
| 3    | Sharjah SC          | 4   | 4 | 2 | 0 | 2 | 6  | 5  | +1   |  | Sharjah SC                 |  |     |     | 4-1 | 2-0 |
| 4    | Fanja Club          | 2   | 4 | 1 | 0 | 3 | 3  | 8  | -5   |  | Fanja Club                 |  |     |     |     | 1-0 |
| 5    | Riffa Club          | 0   | 4 | 0 | 0 | 4 | 1  | 8  | -7   |  | Riffa Club                 |  |     |     |     |     |

### Groupe 3
- Matchs disputés à Calcutta, en Inde.

| Rang | Équipe           | Pts | J | G | N | P | Bp | Bc | Diff |  | Résultats (▼ dom., ► ext.) |  |     |     | Drapeau du Népal |
| ---- | ---------------- | --- | - | - | - | - | -- | -- | ---- |  | -------------------------- |  | --- | --- | ---------------- |
| 1    | Mohun Bagan      | 6   | 3 | 3 | 0 | 0 | 13 | 2  | +11  |  | Mohun Bagan                |  | 1-0 | 8-0 | 4-2              |
| 2    | Fanja Club       | 4   | 3 | 2 | 0 | 1 | 13 | 3  | +10  |  | Fanja Club                 |  |     | 8-1 | 5-1              |
| 3    | Crescent Textile | 2   | 3 | 1 | 0 | 2 | 3  | 17 | -14  |  | Crescent Textile           |  |     |     | 2-1              |
| 4    | Katmandou SC     | 0   | 3 | 0 | 0 | 3 | 4  | 11 | -7   |  | Katmandou SC               |  |     |     |                  |

### Groupe 4
- Matchs disputés à Dacca, au Bangladesh.

| Rang | Équipe        | Pts | J | G | N | P | Bp | Bc | Diff |  | Résultats (▼ dom., ► ext.) |  |     |     |
| ---- | ------------- | --- | - | - | - | - | -- | -- | ---- |  | -------------------------- |  | --- | --- |
| 1    | Mohammedan SC | 3   | 2 | 1 | 1 | 0 | 2  | 1  | +1   |  | Mohammedan SC              |  | 2-1 | 0-0 |
| 2    | Persepolis FC | 2   | 2 | 1 | 0 | 1 | 6  | 2  | +4   |  | Persepolis FC              |  |     | 5-0 |
| 3    | Saunders SC   | 1   | 3 | 0 | 1 | 1 | 0  | 5  | -5   |  | Saunders SC                |  |     |     |

### Groupe 5
- Matchs disputés à Bangkok, en Thaïlande.

| Rang | Équipe                  | Pts | J | G | N | P | Bp | Bc | Diff |  | Résultats (▼ dom., ► ext.) |  |     |     |     |     |
| ---- | ----------------------- | --- | - | - | - | - | -- | -- | ---- |  | -------------------------- |  | --- | --- | --- | --- |
| 1    | Royal Thai Air Force FC | 8   | 4 | 4 | 0 | 0 | 22 | 2  | +20  |  | Royal Thai Air Force FC    |  | 2-1 | 2-1 | 9-0 | 9-0 |
| 2    | Pahang FA               | 5   | 4 | 2 | 1 | 1 | 8  | 4  | +4   |  | Pahang FA                  |  |     | 0-0 | 2-1 | 5-1 |
| 3    | Niac Mitra              | 4   | 4 | 1 | 2 | 1 | 5  | 4  | +1   |  | Niac Mitra                 |  |     |     | 1-1 | 3-1 |
| 4    | Geylang United FC       | 3   | 4 | 1 | 1 | 2 | 5  | 13 | -8   |  | Geylang United FC          |  |     |     |     | 3-1 |
| 5    | Bandaran FC             | 0   | 4 | 0 | 0 | 4 | 3  | 20 | -17  |  | Bandaran FC                |  |     |     |     |     |

### Groupe 6
- Matchs disputés à Guangzhou, en Chine.

| Rang | Équipe           | Pts | J | G | N | P | Bp | Bc | Diff |  | Résultats (▼ dom., ► ext.) |  |     |     |     |     |
| ---- | ---------------- | --- | - | - | - | - | -- | -- | ---- |  | -------------------------- |  | --- | --- | --- | --- |
| 1    | April 25         | 8   | 4 | 4 | 0 | 0 | 11 | 1  | +10  |  | April 25                   |  | 1-0 | 3-1 | 3-0 | 4-0 |
| 2    | Guangdong Wanbao | 6   | 4 | 3 | 0 | 1 | 11 | 3  | +8   |  | Guangdong Wanbao           |  |     | 3-1 | 1-0 | 7-1 |
| 3    | Yamaha Motor FC  | 3   | 4 | 1 | 1 | 2 | 12 | 9  | +3   |  | Yamaha Motor FC            |  |     |     | 1-1 | 9-2 |
| 4    | South China AA   | 3   | 4 | 1 | 1 | 2 | 4  | 5  | -1   |  | South China AA             |  |     |     |     | 3-0 |
| 5    | Wa Seng FC       | 0   | 4 | 0 | 0 | 4 | 3  | 23 | -20  |  | Wa Seng FC                 |  |     |     |     |     |

## Phase finale
Au départ, dix clubs obtiennent leur billet pour la phase finale, qui est jouée en deux poules de cinq équipes, à Guangzhou (Chine) et à Kuantan (Malaisie).

Une formation déclare forfait avant le début des rencontres : Royal Thai Air Force FC. Ce désistement n'est pas remplacé.

### Groupe 1
- Matchs disputés à Guangzhou, en Chine.

| Rang | Équipe                          | Pts | J | G | N | P | Bp | Bc | Diff |  | Résultats (▼ dom., ► ext.) |  |     |     |     |
| ---- | ------------------------------- | --- | - | - | - | - | -- | -- | ---- |  | -------------------------- |  | --- | --- | --- |
| 1    | Al-Rasheed SC                   | 5   | 3 | 2 | 1 | 0 | 7  | 1  | +6   |  | Al-Rasheed SC              |  | 1-1 | 2-0 | 4-0 |
| 2    | Guangdong Wanbao                | 4   | 3 | 1 | 2 | 0 | 8  | 2  | +6   |  | Guangdong Wanbao           |  |     | 1-1 | 6-0 |
| 3    | Kazma Sporting Club             | 3   | 3 | 1 | 1 | 1 | 2  | 3  | -1   |  | Kazma Sporting Club        |  |     |     | 1-0 |
| 4    | Mohun Bagan                     | 0   | 3 | 0 | 0 | 3 | 0  | 11 | -11  |  | Mohun Bagan                |  |     |     |     |
| 5    | Royal Thai Air Force FC forfait |     |   |   |   |   |    |    |      |  |                            |  |     |     |     |

### Groupe 2
- Matchs disputés à Kuantan, en Malaisie.

| Rang | Équipe              | Pts | J | G | N | P | Bp | Bc | Diff |  | Résultats (▼ dom., ► ext.) |  |     |     |     |     |
| ---- | ------------------- | --- | - | - | - | - | -- | -- | ---- |  | -------------------------- |  | --- | --- | --- | --- |
| 1    | Al Sadd Sports Club | 7   | 4 | 3 | 1 | 0 | 8  | 4  | +4   |  | Al Sadd Sports Club        |  | 2-1 | 2-1 | 2-2 | 2-0 |
| 2    | Ettifaq FC          | 5   | 4 | 2 | 1 | 1 | 9  | 5  | +4   |  | Ettifaq FC                 |  |     | 1-1 | 3-1 | 4-1 |
| 3    | April 25            | 3   | 4 | 1 | 1 | 2 | 4  | 4  | 0    |  | April 25                   |  |     |     | 0-1 | 2-0 |
| 4    | Mohammedan SC       | 3   | 4 | 1 | 1 | 2 | 5  | 7  | -2   |  | Mohammedan SC              |  |     |     |     | 1-2 |
| 5    | Pahang FA           | 2   | 4 | 1 | 0 | 3 | 3  | 9  | -6   |  | Pahang FA                  |  |     |     |     |     |

### Finale
| 31 mars 1989 | Al-Rasheed SC               | 3 - 2 | Al Sadd Sports Club     | Bagdad                                             |                                                    |
|              | Radhi 20e · Kadhum 24e, 35e |       | Salman 56e · Ghanim 85e | Spectateurs : 10 000 Arbitrage : Abdullah al-Naser | Spectateurs : 10 000 Arbitrage : Abdullah al-Naser |

| 6 avril 1989 | Al Sadd Sports Club | 1 - 0 | Al-Rasheed SC | Stade Jassim Bin Hamad, Doha                 |                                              |
|              | Salman 82e          |       |               | Spectateurs : 5 000 Arbitrage : Jassim Mandi | Spectateurs : 5 000 Arbitrage : Jassim Mandi |